# Sainte-Solange
Sainte-Solange település Franciaországban, Cher megyében. Lakosainak száma 1114 fő (2022. január 1.). Sainte-Solange Les Aix-d’Angillon, Brécy, Moulins-sur-Yèvre, Nohant-en-Goût, Rians, Saint-Germain-du-Puy, Saint-Michel-de-Volangis és Soulangis községekkel határos.

## Népesség
A település népessége az elmúlt években az alábbi módon változott:
| Lakosok száma | 594  | 1089 | 1257 | 1218 | 1178 | 1154 | 1135 | 1126 | 1122 | 1114 |
|               | 1968 | 1982 | 1990 | 2006 | 2013 | 2015 | 2017 | 2019 | 2020 | 2022 |